# توني إليوت (لاعب كرة قدم أمريكية أمريكي)
توني إليوت (بالإنجليزية: Tony L. Elliott)‏ هو لاعب كرة قدم أمريكية أمريكي، ولد في 26 نوفمبر 1979 في واتسونفيل في الولايات المتحدة.